# Дальневосточная детская железная дорога (Южно-Сахалинск)
Дальневосточная детская железная дорога (Южно-Сахалинск) — детская железная дорога в Южно-Сахалинске протяженностью 2 км, расположенная в Городском парке Культуры и Отдыха имени Ю. Гагарина. Действует с 6 июня 1954 года.

## История

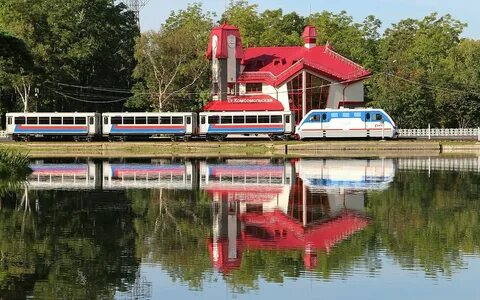
Поезд на станции "Комсомольская"

В начале 1953 года политотдел Южно-Сахалинской железной дороги, желая не отставать от других магистралей страны, предложил построить на острове ДЖД. Идея нашла поддержку у областных партийных и комсомольских органов, но реализация её шла крайне медленно. В октябре 1953 года 520 школьников 5-9 классов приступили к изучению основ железнодорожных специальностей в кружках юных железнодорожников при школах города и Доме пионеров. При окончании теоретического курса началась практика на предприятиях Южно-Сахалинского узла.
Параллельно подготовке подрастающего поколения шло строительство и самой дороги. Вели его воины-железнодорожники под командованием полковника Твердова. По выходным дням на субботники выходили будущие хозяева ДЖД и их родители. Немалую помощь оказали и комсомольцы Южно-Сахалинского узла. Своими силами они восстановили паровоз и вагоны, подготовили необходимое оборудование СЦБ. За ходом работ на строительстве внимательно следил начальник Южно-Сахалинской железной дороги генерал-директор Михаил Иванович Олонов.
К началу июня 1954 года вокруг озера Верхнего в Парке культуры и отдыха имени Гагарина был построен кольцевой путь протяжённостью 2 км (полная эксплуатационная длина 2,2 км). В юго-западной части кольца было сделано ответвление в двухстойловое деревянное депо. На маршруте ДЖД было построено несколько водопропускных труб и два металлических моста через реку Рогатку с длиной пролётов 9 и 15 м, соответственно. Продольный профиль пути оказался весьма сложным, с большими уклонами.
На западной и восточной сторонах кольца было построено два остановочных пункта без путевого развития. Один из них получил наименование «станция Комсомольская», другой- «остановочный пункт Пионер». На обеих остановках были построены деревянные вокзалы, а на Пионере- ещё и высокая деревянная платформа. На Комсомольской путь проходил по берегу озера Верхнего всего в нескольких метрах от кромки воды. Из-за опасности размыва насыпи в середине 1970-х годов здесь была построена бетонная подпорная стенка длинной 173 метра, после чего кромка воды приблизилась на расстояние полутора-двух метров от крайнего рельса.
На момент открытия детская дорога располагала одним паровозом Ук-159-238 серии 159 с видоизменёнными будкой и ходовым мостиком, и тремя двухосными деревянными пассажирскими вагонами, построенными в 1902 году в Германии.
6 июня 1954 года колонна юных железнодорожников прошла по центральным улицам Южно-Сахалинска до парка имени Ю. Гагарина. После торжественного митинга голубой состав отправился в свой первый рейс. Паровоз вели юные железнодорожники Виталий Воронов и Виктор Малеев.
Первое время поезда Южно-Сахалинской ДЖД шли по кольцу против часовой стрелки. В следующем, 1955 году направление движения поездов по кольцу изменено на противоположное. Для этого пришлось разворачивать паровоз. Силами юных железнодорожников и инструкторов ДЖД было построено временное ответвление от главного пути. После того, как на него загнали паровоз, часть пути была разобрана и переложена в противоположном направлении. Получился своего рода «одноразовый» разворотный треугольник.

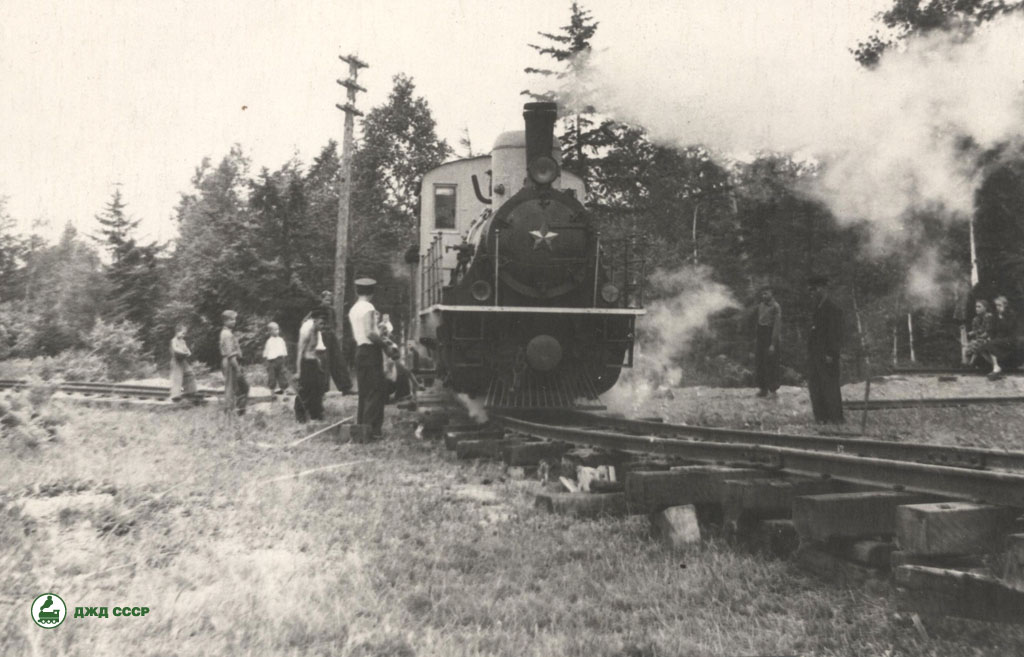
Паровоз У^{к}-159-238 на разворотном треугольнике.

Начав работать с электрожезловой системой, Южно-Сахалинская ДЖД очень скоро была переоснащена полуавтоматической блокировкой, а впоследствии стала одной из первых детских железных дорог страны, оборудованных автоматической блокировкой.
По окончании сезона 1959 года паровоз Ук-159-238  был выведен из эксплуатации. С 1960 по 1971 год поезда водил мотовоз ТУ2м. Тогда же дорога получила в своё распоряжение первый цельнометаллический вагон ПВ40.
В конце 1960-х – начале 1970-х годов на смену дореволюционным вагонам пришло четыре цельнометаллических вагона PAFAWAG. В 1971 году детская железная дорога получила тепловоз ТУ2-029. Как долго он прослужил на ДЖД нам точно не известно, но уже в 1982 году из Атбасара прибыл другой тепловоз-ТУ2-127, и с тех пор о ТУ2-029 нечего не известно.
В конце 1980-х годов была пересмотрена программа обучения юных железнодорожников. Помимо детской железной дороги они стали проходить практику и на предприятиях Южно-Сахалинского узла - работали дублёрами машинистов тепловозов и дизель-поездов, проводников пассажирских поездов, дежурных по станции.
В 1990-х годах произошло полное обновление парка подвижного состава. Дорога получила тепловоз ТУ7-2628 и пять пассажирских вагонов ПВ51. В 2009 году - тепловоз ТУ7А-3351 и несколько пассажирских вагонов. В 2011 году поступил ещё один тепловоз - ТУ10-005 и два пассажирских вагона ВП750 Камбарского машиностроительного завода. ТУ7-2628 передан в расположение локомотивного депо г. Холмск.
В 2016 году был введен в эксплуатацию новый ангар для отстоя подвижного состава, который заменил старое деревянное депо. В этом же году началось строительство нового здания вокзала станции "Комсомольская", которое положило начало модернизации детской железной дороги. В 2017 году прошло торжественное открытие вокзала.
В 2018 году дорога получила новую полуавтоматическую микропроцессорную систему сигнализации, централизации и блокировки, которая стала заменой для старой системы СЦБ.
В 2019 году на базе ДЖД был открыт детский технопарк Кванториум.

## Подвижной состав
Локомотивы

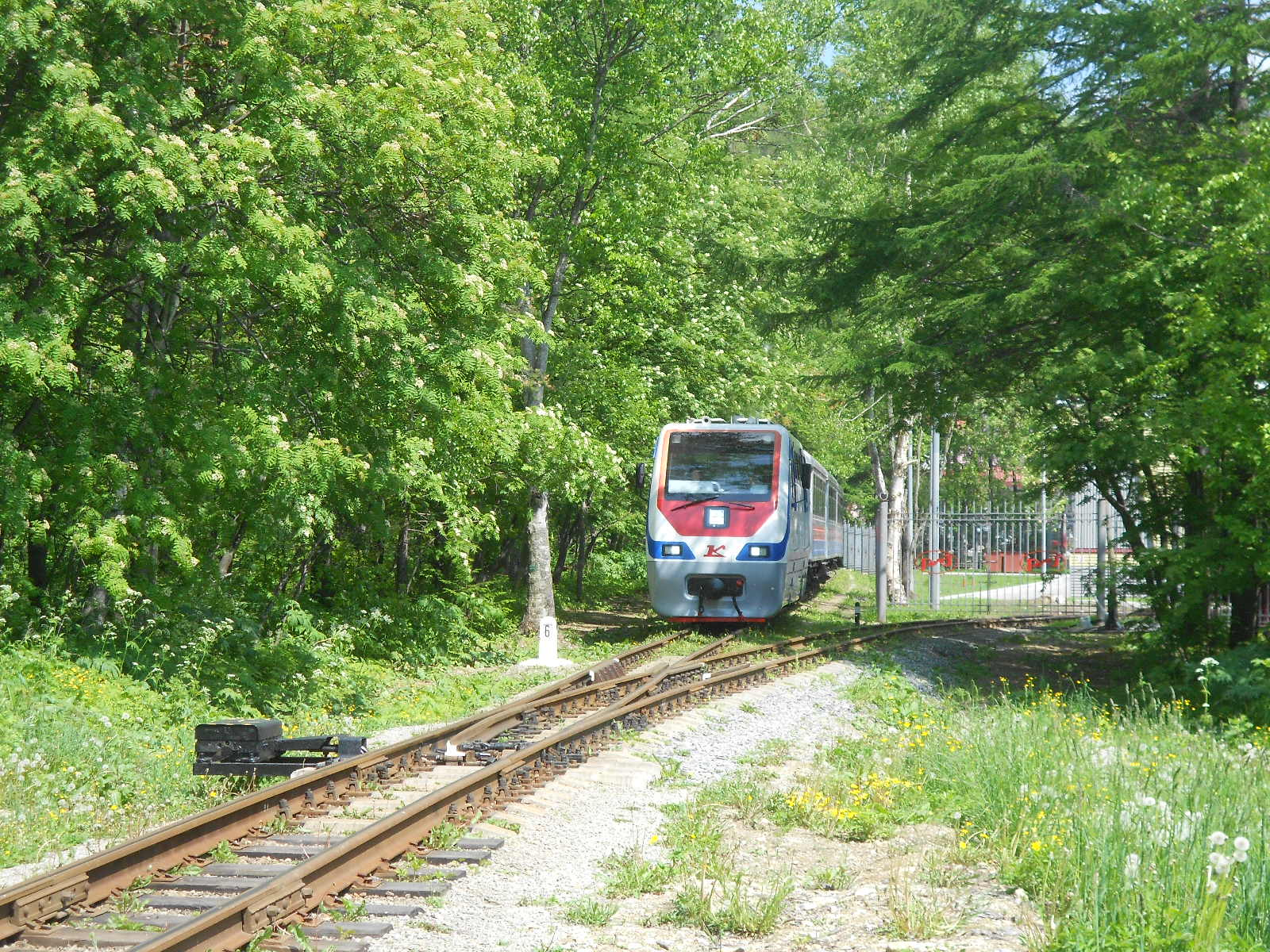
Поезд у депо

В настоящее время на детской железной дороге эксплуатируется 2 тепловоза:
- ТУ7А-3351
- ТУ10-005

| Локомотив  | Тип      | Начало эксплуатации | Окончание эксплуатации |
| ---------- | -------- | ------------------- | ---------------------- |
| Ук-159-238 | Паровоз  | 1954 год            | 1959 год               |
| ТУ2м       | Мотовоз  | 1960 год            | 1971 год               |
| ТУ2-029    | Тепловоз | 1971 год            | начало 1980-х годов    |
| ТУ2-127    | Тепловоз | 1982 год            | начало 1990 годов      |
| ТУ7-2628   | Тепловоз | 1990-е годы         | 2009 год               |
| ТУ7А-3351  | Тепловоз | 2009 год            | эксплуатируется        |
| ТУ10-005   | Тепловоз | 2011 год            | эксплуатируется        |

Вагоны
По состоянию на май 2022 года на детской железной дороге в Южно-Сахалинске эксплуатируются 7 узкоколейных вагонов:
3 вагона модели ВП-750
4 вагона модели 43-0011

## Технопарк "Кванториум РЖД"
С 2019 года на базе ДЖД функционирует технопарк "Кванториум РЖД", состоящий из 4 квантумов:

### • Промышленный дизайн
Обучение дизайн-проектированию. Ребята учатся аналитике, постановке задач, формированию идей, визуализации, макетированию, созданию 3D-моделей и прототипов, презентации. Модуль развивает дизайнерские навыки и дает представление о методиках проектирования.

### • Хайтек
Обучение созданию прототипов. Ребята учатся паять, сверлить, шлифовать, работать на станках с числовым программным управлением, печатать детали на 3D-принтере, обрабатывать модели на компьютере, готовить их к печати и работать с чертежами.

### • VR/AR
Обучение работе с виртуальной и дополненной реальностью. Ребята учатся работать с оборудованием для создания VR и AR, разрабатывать приложения под них, создавать 3D-модели и программировать, осваивают технологию компьютерного зрения.

### • IT
Обучение информационным технологиям. Ребята учатся программированию, получают базовые знания о космической и аэросъемке, геопространственных технологиях, системах позиционирования и картографирования.

### Программа обучения
Занятия проходят три раза в неделю с сентября по май. Ребята изучают выбранные направления и в группах работают над проектами — решают реальные задачи, возникающие на производстве и железных дорогах. Также подростки ходят с экскурсиями на предприятия, знакомятся с экспертами.
Обучение ведут педагоги, специализирующиеся на проектном творчестве, техническом и естественнонаучном образовании детей, а также инженеры-практики. Учебные классы оборудованы 3D-принтерами, станками для обработки металла и дерева, компьютерной и роботизированной техникой.